# Flash Back -B'z Early Special Titles-
《Flash Back -B'z Early Special Titles-》是日本音樂組合B'z曾經所屬的唱片公司BMG JAPAN（現在的Ariola Japan）於1997年4月26日發行的B'z非官方精選輯。成為了B'z在事實上的第1張精選輯。

## 概要
本作收錄了自4th單曲『BE THERE』人氣暴漲前的B'z初期樂曲。收錄了出自1st專輯『B'z』的5首歌曲、出自2nd專輯『OFF THE LOCK』的9首歌曲（標題曲除外的所有歌曲）、出自迷你專輯『BAD COMMUNICATION』的全3首歌曲，出自3rd專輯『BREAK THROUGH』的7首歌曲。收錄曲全曲實施了重新灌錄。幾乎所有樂曲皆是以原曲的音源收錄，但僅只「STARDUST TRAIN」是以省略掉了前奏鍵盤演奏的版本收錄。在Oricon上是約99萬張差之毫厘未達百萬，但在日本唱片協會統計達成百萬銷量紀錄。
根據下述的權利問題，由於肖像權的關係無法使用成員的寫真，因此便在歌詞卡等處使用了骷髏或龍等等的CG插圖。此外，標籤面未進行塗裝，只用了極小文字寫下專輯名等等。包裝樣式在通常盤為2枚組專用的CD盒，僅初回盤是分成2個1枚專用盒，並附屬了用於收納的紙製單開口袖套（Sleeve Case）。
此外，發售商已移管到Sony Music Labels，但本作目前亦尚未停產。
順帶一提，若只讀標題「B'z Early Special Titles」中的大寫字母部分，即成為「BEST」。

## 權利問題
由於是未經過B'z成員以及所屬事務所同意而發行（參見原盤權），因此未被記載於B'z官方網站上的「DISCOGRAPHY」（页面存档备份，存于）中。所收錄之樂曲的原盤權是分別歸Being（現在的B ZONE）與日本索尼音樂娛樂旗下的Ariola Japan保有，但由於代表原盤權是在Ariola Japan，因此販售本身沒有問題（音樂出版權為B ZONE保有）。為此，成員在發售後的訪談及廣播電台等處是將其評為「不知不覺間就出現了」。成員作為「最低限度的仁義」，並未呼籲抵制購買。
此外，關於與B'z同樣，當時隸屬於BMG的栗林誠一郎・近藤房之助・坪倉唯子・B.B.QUEENS等Being藝人的80年代至90年代初期所發售的作品，伴隨著Rooms RECORDS（現在的VERMILLION RECORDS）的成立，由於發售商未轉移因此許多作品並無再版，但關於這點是因為Ariola Japan保有了代表原盤權的關係，因此即便是現在仍很難收錄於合輯或精選輯以及數位上架。「BAD COMMUNICATION」之所以未在精選輯『B'z The Best "Pleasure"』及『B'z The Best "ULTRA Pleasure"』中收錄原曲，亦包含了該情由。
雖然在結果上對販售一事成員未必持否定態度，但B'z所屬的Being作為對本作的抗議，以急遽變更了ZARD專輯『ZARD BLEND 〜SUN&STONE〜』的發售日處置。結果，以初動銷量20萬張之差『ZARD BLEND 〜SUN&STONE〜』獲得了Oricon初登場第1位，而本作成為了第2位。並且隔年，作為對抗本作的對策，以強調「首張官方精選集」發售了『B'z The Best "Pleasure"』 ，但對於此精選輯成員並不怎麼起勁。
通過本作導致一段時期B'z以及Being與BMG的關係惡化，但在2000年所發行的裏精選集『B'z The "Mixture"』做了表面上的和解。
至今仍未被刊登於官方網站上的「DISCOGRAPHY」中。此外，BMG時期的音源在iTunes Store上未單獨販售，若要將這些樂曲在iTunes Store上入手的唯一方法便是購買Boxset『The Complete B'z』，但由於該作已停止上架了，因此在iTunes上可入手自單曲『LADY-GO-ROUND』以前的音源，便成為了僅只收錄於精選輯『B'z The Best XXV 1988-1998』中的3首初期單曲。

## 收錄曲
由於樂曲解說及商業搭配等在B'z及其他專輯中解說了因此在此省略。

### DISC1
1. (3:55)
1st專輯的收錄曲。
2. (4:52)
3rd單曲的Coupling曲。
3. (4:10)
2nd單曲的Coupling曲。
4. （讓我在你身旁入睡） (4:11)
3rd專輯的收錄曲。
5. （想在你心中舞蹈） (3:44)
2nd單曲的標題曲。
6. (4:21)
3rd單曲的標題曲。
7. (3:39)
2nd專輯的收錄曲。
8. (3:36)
1st專輯的收錄曲。
9. （GUITAR在哭泣） (6:29)
3rd專輯的收錄曲。
10. (7:38)
1st迷你專輯的收錄曲。
11. (4:42)
2nd專輯的收錄曲。
12. （所以請放開那隻手） (3:48)
1st單曲的標題曲。

### DISC2
1. (4:10)
2nd專輯的收錄曲。
2. （即使被夜晚拋棄） (3:55)
2nd專輯的收錄曲。
3. (5:20)
2nd專輯的收錄曲。
4. (4:36)
1st專輯的收錄曲。
5. (4:24)
3rd專輯的收錄曲。
6. (5:41)
2nd專輯的收錄曲。
7. （想在此刻擁抱你） (4:12)
1st專輯的收錄曲。
8. (4:40)
3rd專輯的收錄曲。僅本曲非原曲版本，而是以去掉了前奏鍵盤演奏的版本收錄。
9. (3:28)
3rd專輯的收錄曲。
10. (7:22)
1st迷你專輯的收錄曲。
11. (4:53)
2nd專輯的收錄曲。
12. (7:15)
1st迷你專輯的收錄曲。

## 製作人員
- 松本孝弘：吉他、和聲、全曲作曲、編曲 (DISC1 #2,4,6,9,10、DISC2 #5,8-10,12)
- 稻葉浩志：主唱、和聲、作詞（DISC2 #4除外）
- 亞蘭知子（日语：亜蘭知子）：作詞（DISC2 #4）
- 明石昌夫：Manipulator（日语：マニピュレーター）、和聲、全曲編曲
- 青山純（日语：青山純）：爵士鼓（DISC1 #7,9,11、DISC2 #1,8）
- 江口信夫（日语：江口信夫）：爵士鼓（DISC1 #5、DISC2 #6,11）
- 增田隆宣：鍵盤（DISC2 #8）
- 寺島良一：和聲
- Nobumitsu "Kyoso" Asai：和聲
- Norihiko "Thunder Bird" Tsuruta：和聲
- IKKIES：和聲
- 坪倉唯子：和聲
- 阿部薫（日语：阿部薫）：和聲
- 廣本葉子（日语：広本葉子）：和聲
- エイミー：Voice

## 腳註

### 出典
1. ↑  . ORICON NEWS (Oricon). 2006-05-10  [2020-03-15]. （原始内容存档于2018-08-07）.
2. ↑  . 日本唱片協會. 1997-05  [2020-01-24]. （原始内容存档于2015-11-05）.
3. 1 2  . THE RECORD (日本唱片協會). 1997年7月, (452): 9  [2020-06-21]. （原始内容存档于2018-06-17）.
4. ↑  . 日本唱片協會.   [2019-11-23]. （原始内容存档于2019-06-23）.